# ノーブル郡区 (アイオワ州カス郡)
ノーブル郡区（英: Noble Township）は、アメリカ合衆国、アイオワ州、カス郡にある16の郡区の一つである。2000年の国勢調査で、人口は367人だった。

## 地理
ノーブル郡区は、91.2平方キロメートル（35.21平方マイル）で、組み込まれた自治体(incorporated settlements)はない。
アメリカ地質調査所によると、この郡区はNewlons GroveとNoble CenterとSaint JohnsとWeirichの4つの霊園が含まれる。